# Danîlivka, Bilohirea
Danîlivka (în ucraineană Данилівка) este un sat în comuna Denîsivka din raionul Bilohirea, regiunea Hmelnîțkîi, Ucraina.

## Demografie
Componența lingvistică a localității Danîlivka
     Ucraineană (99,7%)
     Alte limbi (0,3%)
Conform recensământului din 2001, majoritatea populației localității Danîlivka era vorbitoare de ucraineană (99,7%), existând în minoritate și vorbitori de alte limbi.